# Sébastien Jover
Pour les articles homonymes, voir Jover.
Sébastien Jover est un pongiste français, né le 17 mai 1975 à L'Haÿ-les-Roses (Val-de-Marne).

## Biographie
Il est gaucher avec une prise de raquette orthodoxe, style de jeu attaquant. Il fait ses débuts au tennis de table à l'âge de 12 ans à Eysines, et a un grave accident à l'âge de 20 ans qui le laisse presque paralysé, alors qu'il était n°21 français. Il a évolué dans les clubs de Cestas, du CAM Bordeaux, l'Élan Nevers, de l'US Yport et de Saint-Denis en 2011. Son meilleur classement est n°5 français et n°125 mondial. Il évolue depuis 2008 dans le club de Chartres ASTT, et est actuellement numéro 44 français.
Il est triple champion de France en 2006 à Dinan, en double mixte avec Carole Grundisch, en double messieurs avec Armand Phung, et décroche le titre individuel en finale face à Michel Martinez.
En 2011, il est finaliste des championnats de France et s'incline 4-3 (11-6, 6-11, 11-8, 8-11, 12-10, 10-12, 11-9) face à Christophe Legoût. Il a sorti Emmanuel Lebesson en huitième (4-2) et, en demi-finale, Adrien Mattenet (4-2), 23e mondial.

## Palmarès
En club :
- Champion de France de PRO A avec l'Elan Nevers en 2002, 2003 et 2004
- Finaliste de la Coupe Nancy-Evans avec l'Elan Nevers en 2000, 2001 et 2002
- Demi-Finaliste de la Champions League avec l'Elan Nevers en 2003
- Champion de France de PRO B avec Chartres ASTT en 2009

Autres :
- Champion de France en Simple Messieurs en 2006, finaliste en 2011
- Champion de France en Double Messieurs en 2006
- Champion de France en Double Mixtes en 2006
- 1/4 de finaliste aux Championnats du monde par équipe en 2006

## Sources
1. ↑  « le-pongiste.com/joueurs/JOVER-… »(Archive.org • Wikiwix • Archive.is • Google • Que faire ?).